# Gaston Gelos

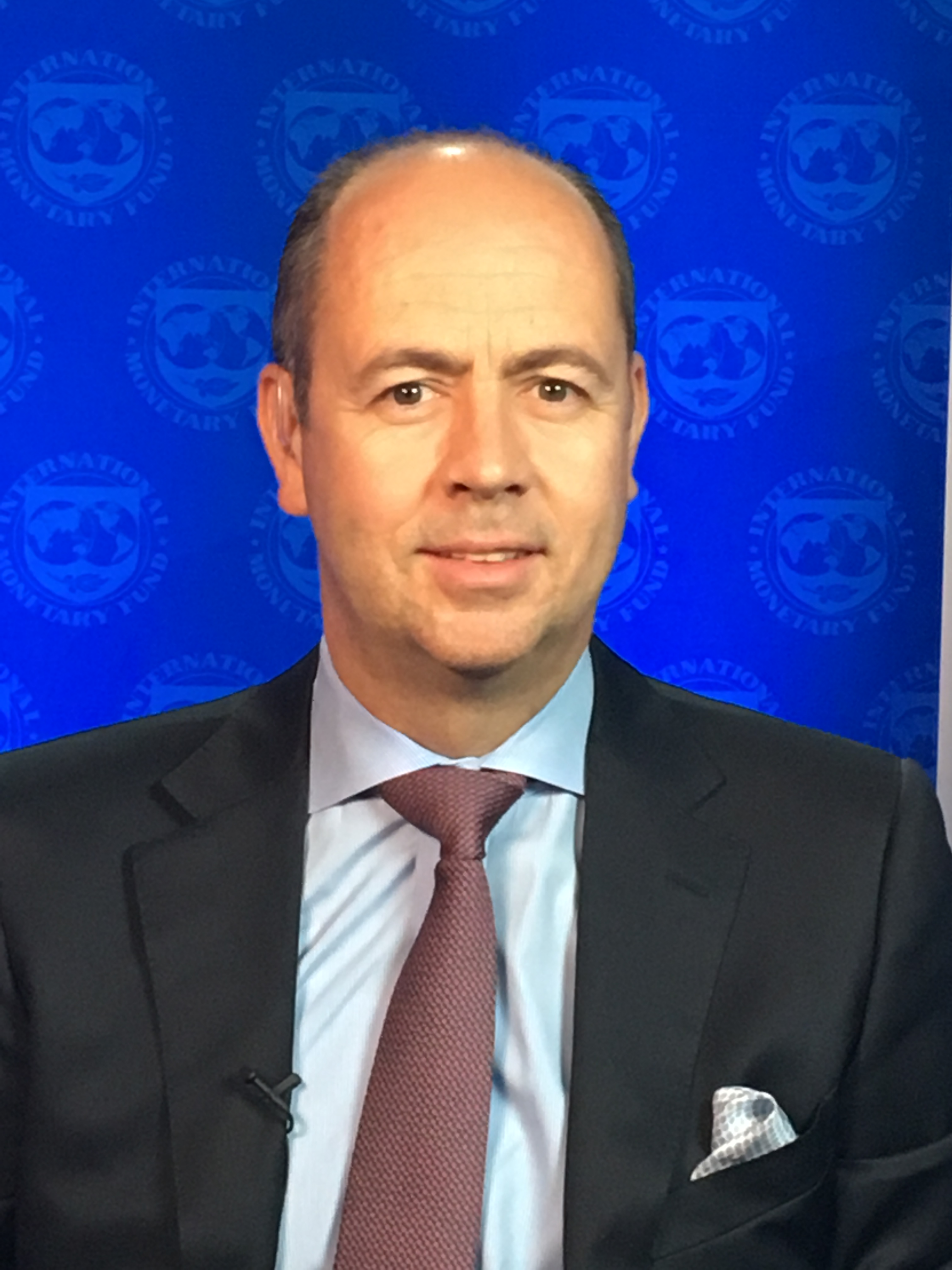
Gaston Gelos

Rafael Gastón Gelos, auch bekannt als Gaston Gelos (* 8. Januar 1969) ist ein deutsch-uruguayischer Ökonom. Er ist stellvertretender Leiter der Hauptabteilung Geld und Wirtschaft, Leiter der Finanzstabilitätspolitik und Mitglied des erweiterten Exekutivkomitees bei der Bank für Internationalen Zahlungsausgleich (BIZ).

## Leben
Gelos war Schüler der Deutschen Schule Montevideo (Uruguay) und des Goethe-Gymnasiums Germersheim. Später studierte er an den Universitäten Bonn und Berkeley und erlangte 1998 seine Promotion (Ph.D.) an der Universität Yale. Gelos begann seine Laufbahn beim Internationalen Währungsfonds (IWF) in Washington 1998 in der Forschungsabteilung. Anschließend arbeitete er an mehreren Ländern und war u. a. Repräsentant des IWF in Argentinien und Uruguay. Im Anschluss daran leitete er von 2013 bis 2017 die Abteilung „Globale Finanzstabilitätsanalyse“, wo er u. a. für die thematischen Kapitel des Global Financial Stability Reports verantwortlich war. Im Jahr 2017 leitete er zudem das Financial Sector Assessment Program (FSAP) für Japan. In den Jahren 2017–2022 war er Leiter der Abteilung Geld- und makroprudenzielle Politik.
Er ist Autor wissenschaftlicher Publikationen zu makroökonomischen sowie geld- und finanzstabilitätspolitischen Themen und ein Research Fellow des Centre for Economic Policy Research (CEPR).